# Rue Georges-Clemenceau (Saint-Malo)
Pour les articles homonymes, voir Rue Georges-Clemenceau.
La rue Georges-Clemenceau est une des principales voies du quartier de Saint-Servan, à Saint-Malo, en Ille-et-Vilaine dans le nord-est de la Bretagne.

## Situation et accès
Située dans la prolongation de la rue Ville-Pépin et de la place Bouvet, la rue Georges Clemenceau est un axe central du quartier de Saint-Servan, anciennement ville de Saint-Servan-sur-Mer, commune indépendante de 1790 à 1967, avant sa fusion avec les communes voisines de Saint-Malo et de Paramé, donnant accès aux écluses du port et-au-delà à la cité intramuros de Saint-Malo. Elle poursuit la principale rue de Saint-Servan, dans le prolongement de la route nationale de Rennes à Saint-Malo.

## Origine du nom
Elle porte le nom de Georges Clemenceau, président du Conseil et « père La victoire ».

## Historique
Jadis, sous l'Ancien régime, elle se nommait « rue Royale », puis « rue de Lille » en 1792.
En 1820, sa partie sud, celle située entre la Rue de Siam (Saint-Malo) et la chapelle Saint-Louis, prend le nom de rue de la Masse et la partie nord reprend le nom de rue Royale.
En 1883, les rue de la Masse, rue Royale et rue Pouget prennent le nom de Grand'rue, nom d'usage de la rue Royale depuis longtemps.
Le 15 novembre 1918, quelques jours après l'armistice mettant fin à la Première Guerre mondiale, elle prend le nom de rue Georges Clemenceau.

## Bâtiments remarquables et lieux de mémoire
La rue comporte 85 numéros dont :

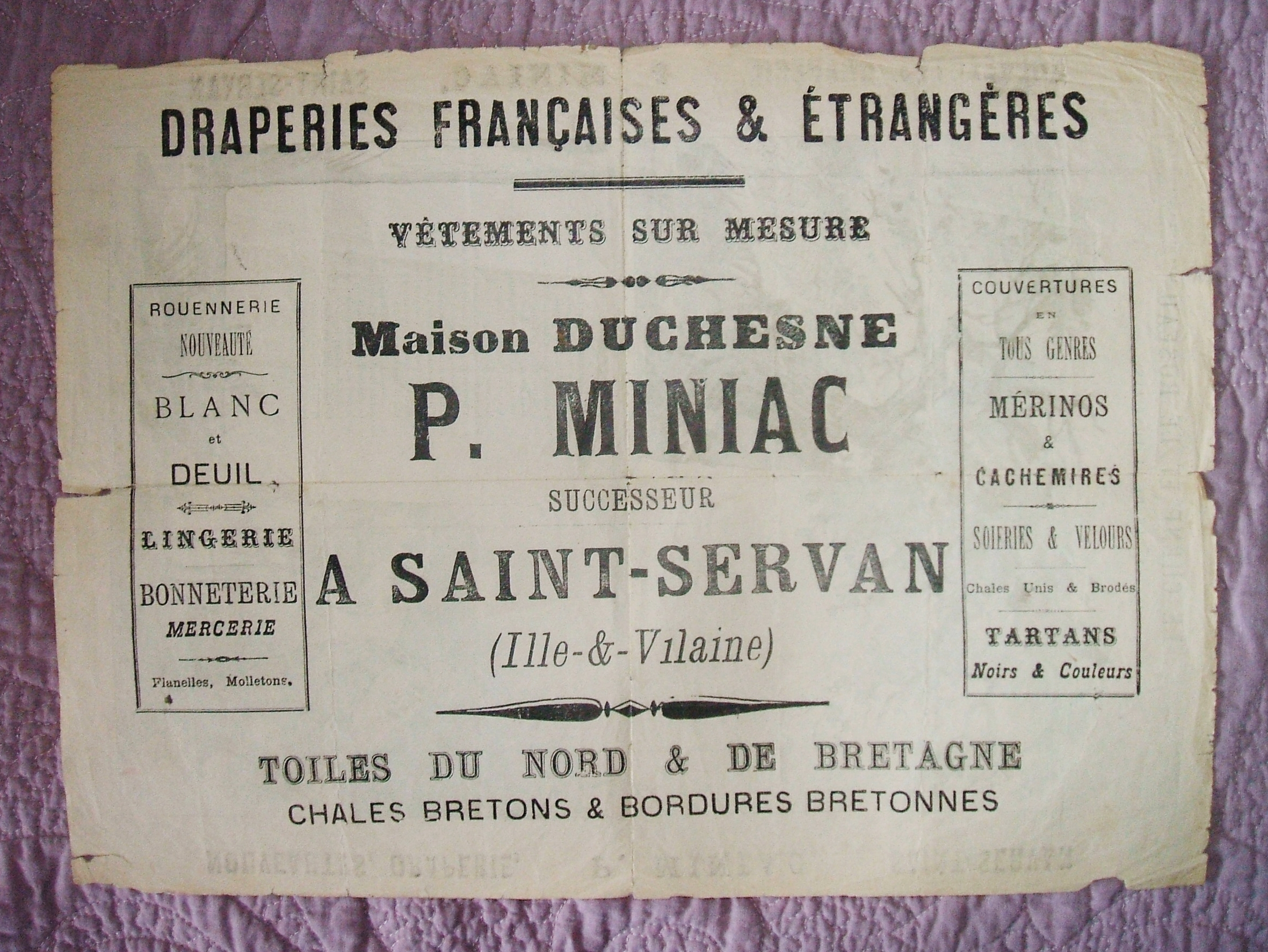
Maison textile Duchesne-Miniac, place Bouvet, jusqu'en 1899.

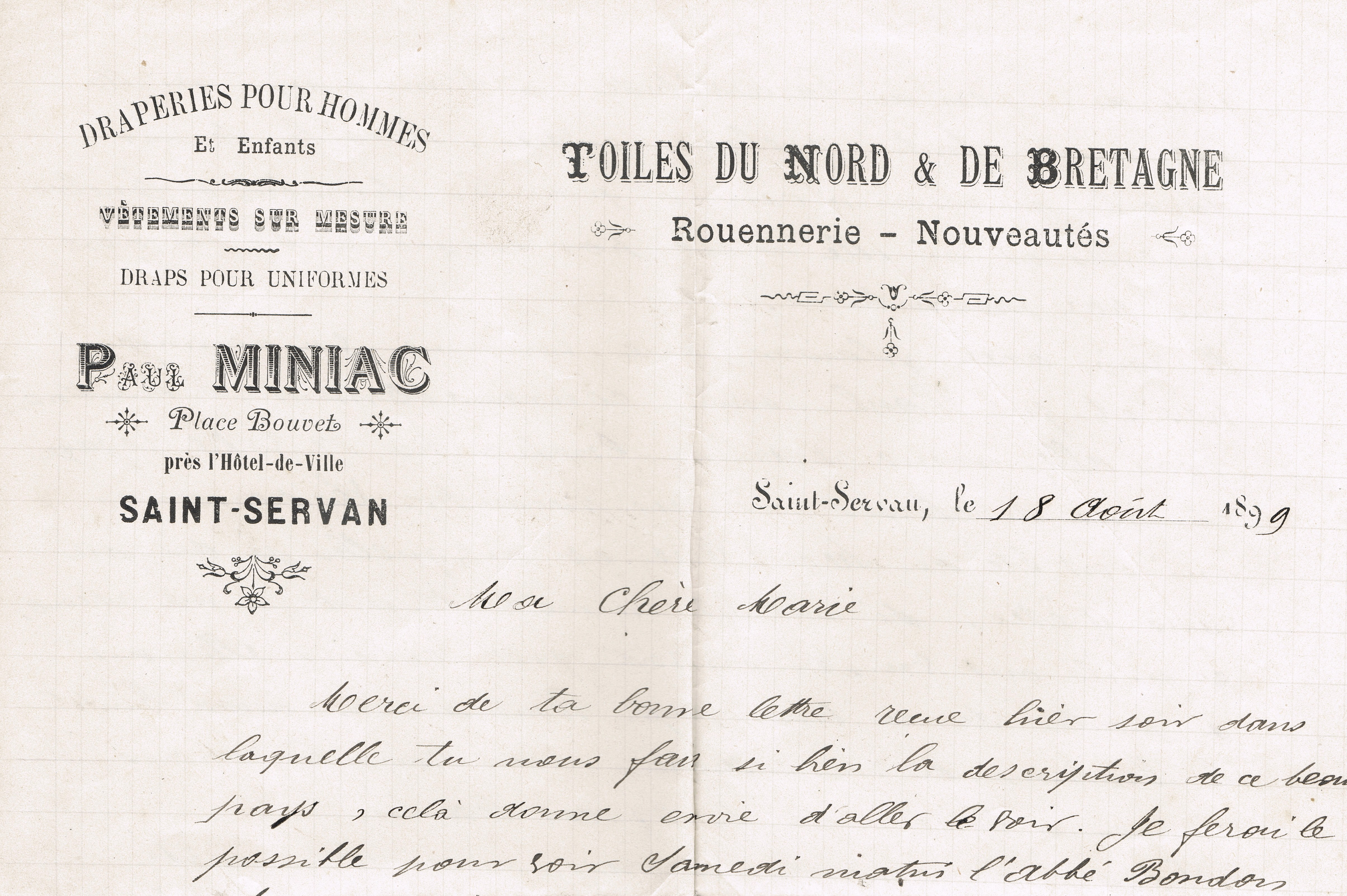
En-tête pour la Maison Duchesne-Miniac. En 1900, Félix Potin la remplace.

- no 2-6 : ancien Hôtel Bellevue dit Victoria Hôtel, édifié sur l'ancien emplacement des moulins du Naye, ouvert en juin 1888, agrandi en 1920 par une aile avec toit en terrasse. Dans les années 1940, il est divisé en appartements.
- no 39-41 : daté de 1738.
- no 47-49 : daté de 1723.
- no 48 : datable du XVIIe siècle.
- no 55 : daté de 1746.
- no 57 : daté de 1696. Deux lucarnes à frontons ornés de coquilles.
- no 66 : daté de 1849. Quatre médaillons en façade, têtes et mascarons. Librairie-droguerie de marine aujourd'hui, ayant appartenu à Loïc Josse jusqu'en 2020.
- no 67-69 : la maison du Vieux-Pélican, daté de 1724.
- N ° 74 : datable du XVIIIe siècle.
- no 76 : datable du XVIIIe siècle où s'installe en 2022 le restaurant "Le Georges Clemenceau" dont le chef  Fabrice est connu pour sa cuisine d'antan, sa devise "Bien manger n'est pas un luxe et doit être accessible à tous "© , ses repas solidaires et sa passion pour la nature.
- no 78 : datable du XVIIIe siècle. La plus ancienne librairie servannaise : celle des sœurs Rival (années 1930), de la famille Morice dès 1950, à l'enseigne Le Porte-Plume (Patricia Meriais de 2005 à 2022, puis Pierre Garrigues en 2022).
- no 79 : datable du XVIIIe siècle. Niche en granit en façade avec une vierge à l'enfant.
- no 82 et angle de la place Bouvet : anciens magasins, Duchesne-Miniac (...-1899), puis A. Ragonneau pour la marque Félix Potin (1900-...). Aujourd'hui boulangerie La mie caline.
- no 83-85 : la maison du syndic du général de Saint-Servan en 1753 (Gilles Lecoufle), daté de 1674. Deux tabatières dans le toit. Plaque commémorative de 1957.

### Résidents et faits remarquables
- En bas de l'actuelle rue, existaient jadis des moulins, les moulins du Naye, et au-delà, l'île Dorée.
- Syndic du général de Saint-Servan, le trésorier Gilles Lecoufle sauve Saint-Servan de destructions, notamment de deux corderies au centre du bourg, lors du débarquement anglais de Marlborough et ses 20 000 hommes en juin 1758. Le 8 juin, il rencontre Marlborough et obtient le respect du bourg en échange de vivres. Prudent, il avait auparavant dissimulé les armes des Servannais.
- Sous la Révolution, le Conventionnel Lalligand-Morillon s'installe dans l'auberge au Vieux-Pélican, relais pour les futurs émigrés, et compromet l'aubergiste Henry impliqué dans la conjuration du marquis de La Rouërie.
- Loïc Josse, ancien libraire et écrivain.
- Jean-Yves Ruaux, journaliste et écrivain, réside dans cette rue.
- La chanteuse Brigitte Fontaine y a ses habitudes.